# Pieter van der Hagen
Pieter van der Hagen was een Zuid-Nederlander die koopman werd in de Republiek der Verenigde Nederlanden. Hij was actief in de rederij, slavenhandel en kaperij.

## Leven
Van der Hagen was een textielondernemer in Antwerpen en verhuisde in 1588 naar Amsterdam. Daar deed hij zaken met Hendrick Anthoniszn Wissel en stond hij in 1594 borg voor Isaac le Maire. Het volgende jaar vestigde hij zich in Rotterdam, waar hij met Wissel een compagnie oprichtte die aan Transatlantische slavenhandel deed. In 1596-1597 rustte deze vier schepen uit om slaafgemaakten te verwerven in Angola en deze naar Brazilië te brengen. Het bevel over deze vloot, bestaande uit de Sint-Jacob, de Sint-Pieter, de Zwarte Leeuw en de Drye Coningen, werd in handen gelegd van Melchior van den Kerckhove. Omdat de Portugezen en de Spanjaarden de zeeën beheersten, werd een deel van de bemanning uit die landen gerekruteerd, met goedkeuring van de Staten-Generaal en een commissie van Maurits van Oranje. 
Ondanks deze voorzorgsmaatregel lijkt Van den Kerckhove in conflict te zijn geraakt met de gouverneur van Angola en bracht hij zijn menselijke lading naar Nederland in plaats van naar Brazilië. Dit was de eerste poging om Afrikaanse slaven in Nederland te verkopen. Het schip liep op 15 november 1596 binnen in Middelburg met 130 slaven aan boord. Burgemeester Adriaen ten Haeff belette de verkoop en eiste hun vrijlating. De Staten van Zeeland traden hem bij, maar Van der Hagen wendde zich tot de Staten-Generaal, die hem op 28 november toestonden zijn menselijke handelswaar te behouden. Met vier schepen werden ze getransporteerd naar Santo Domingo en Puerto Rico.
Vervolgens richtte Van der Hagen met Johan van der Veeken de Magelhaensche Compagnie op. Deze rustte een vloot van vijf schepen uit om via de Straat Magellaan naar de Oost te varen, al was het werkelijke doel – plundering van Spaans-Amerika – een publiek geheim. Hoewel De Liefde uiteindelijk Japan bereikte, was de expeditie een financiële catastrofe: het schip werd in beslag genomen, een ander was voortijdig teruggekeerd en de drie overblijvende waren vergaan. De bevelvoerders Jacques Mahu en Simon de Cordes lieten het leven, net als vele anderen.
Ondanks deze aderlating was Van der Hagen niet uitgeteld. Samen met Balthazar de Moucheron sloot hij in maart 1599 een geheim contract met de Republiek om een privaat eskader bij te dragen aan de oorlogsvloot van admiraal Pieter van der Does, die de Spaans-Portugese koloniën moest aanvallen. Sao Tomé werd geplunderd, maar niet definitief veroverd. Het eiland kon dus ook niet zoals gepland een commerciële basis voor Van der Hagen worden. Uiteindelijk liet hij zijn vijf kapersschepen richting Brazilië opereren en kaapte Melchior van den Kerckhove twee Venetiaanse koopvaardijschepen. Onder stevige druk van de Republiek Venetië zou Van der Hagen in 1610 worden veroordeeld door de Hoge Raad. Met anderen moest hij 14.000 gulden schadevergoeding betalen aan de slachtoffers.
In 1601 trad Van der Hagen op als medereder voor een vloot georganiseerd door De Moucheron. De Ram, Het Schaap en Het Lam voeren onder gezag van Joris van Spilbergen naar Oost-Indië. 
In januari 1604 deed Van der Hagen samen met de Rotterdamse burgemeester Barthoudt van Vlooswijck een voorstel tot kaapvaart in West-Indië. De Staten-Generaal gingen akkoord. Ze droegen niet bij in de kosten maar zegden toe dat alle prijsmaking boven het miljoen gulden voor de kapers was. Daarop voeren vijf Zeelandse schepen uit onder bevel van Don Rodrigo de Cordua. Evenmin als in 1599 leidde dit tot definitieve veroveringen.
In 1613 kocht Van der Hagen het huis met de drie torenkens in Middelburg van Cornelis Meunincx.

## Voetnoten
1. ↑  Cornelis Ch. Goslinga, The Dutch in the Caribbean and on the Wild Coast, 1580–1680, 1971, p. 32
2. ↑  S.A.C. Dudok van Heel, Als Justus van Maurik dit eens had geweten: zes eeuwen geschiedenis van Damrak no. 49: deel 2 in: Jaarboek Amstelodamum, 1988, p. 38
3. ↑  Henk den Heijer, Nederlands slavernijverleden. Historische inzichten en het debat nu, 2021, p. 73
4. ↑  Encyclopedia of Zeeland, Meaning & Definition, Adriaen Hendricxz. ten HAEFF (Middelburg? 1560-Middelburg 3 May 1608). Magistrate and merchant, Could.Zeewsch Genootschap der Wetenschappen (1982), published on 24/11/2020
5. ↑  Resolutiën der Staten Generaal, vol. 9, 1596/1597, p. 333-334
6. ↑  Martine Acerra en Guy Martinière, Coligny, les Protestants et la mer, 1997, p. 97-98
7. ↑  J.H. Kernkamp, Johan van der Veken en zijn tijd, 1952, p. 21-23
8. ↑  Ivo J. van Loo, "Organising and Financing Zeeland Privateering, 1598-1609" in: Leidschrift, 1998, nr. 2, p. 68-69